# Bělá (ort i Tjeckien, Mähren-Schlesien)
Bělá är en ort i Tjeckien.   Den ligger i distriktet Opava och regionen Mähren-Schlesien, i den östra delen av landet, 270 km öster om huvudstaden Prag. Bělá ligger 239 meter över havet och antalet invånare är 705.
Terrängen runt Bělá är platt. Runt Bělá är det ganska tätbefolkat, med 134 invånare per kvadratkilometer. Närmaste större samhälle är Ostrava, 18,1 km sydost om Bělá. I omgivningarna runt Bělá växer i huvudsak blandskog.